# Региональные выборы в Калабрии (1980)
Региональные выборы 1980 года в Калабрии — 3-е выборы Совета и президента Калабрии, проведённые 8-9 июня. На выборах победу одержала партия «Христианская демократия», набравшая около 450 тысяч голосов.

## Явка избирателей
На избирательном органе выборов 8-9 июня количество избирателей составило более 1,0 млн. человек. После закрытия участков и подсчёта голосов, явка составила 77,07% (на 6,06% меньше, чем с выборами в 1975 году).

## Результаты выборов
| Партии                                              | %     | Голоса    | Места |
| --------------------------------------------------- | ----- | --------- | ----- |
| Христианская демократия                             | 41,20 | 450 335   | 18    |
| Итальянская коммунистическая партия                 | 24,15 | 263 918   | 10    |
| Итальянская социалистическая партия                 | 16,55 | 180 888   | 7     |
| Итальянское социальное движение                     | 7,09  | 77 527    | 2     |
| Итальянская демократическая социалистическая партия | 5,82  | 63 569    | 2     |
| Итальянская республиканская партия                  | 2,10  | 22 953    | 1     |
| Партия пролетарского единства за коммунизм          | 1,19  | 12 993    | 0     |
| Пролетарская демократия                             | 1,13  | 12 344    | 0     |
| Итальянская либеральная партия                      | 0,77  | 8 460     | 0     |
| Итого                                               | 100   | 1 092 987 | 40    |